# Штефан Рамшторф
Штефан Рамшторф (нар. 22 лютого 1960) - німецький океанограф і кліматолог. Від 2000 року займає посаду професора фізики океанів у Подстдамському університеті. 1990 року здобув звання доктора філософії в галузі океанографії в Університеті Вікторії у Веллінгтоні. Його дослідження зосереджені навколо ролі  океанічних течій у зміні клімату. Був одним із провідних авторів Четвертого оцінкового звіту МГЕЗК.

## Громадська діяльність
Рамшторф був одним із засновників блогу Real Climate. Журнал Nature назвав його одним із п'яти провідних наукових блогів 2006 року, а журнал Тайм вніс до п'ятнадцятки найкращих вебсайтів про довкілля 2008 року. Також став співзасновником німецького блогу KlimaLounge, який здобув третю нагороду премії за наукові блоги 2013 року. Часто публікує статті про клімат і кліматичні зміни в популярній пресі, багато з яких поширюються міжнародно через Project Syndicate. Веде регулярну колонку в німецькому журналі про довкілля Zeo2. Є автором дитячої наукової книги Wolken, Wind und Wetter (Хмари, вітер і погода) на тему погоди і клімату. У січні 2012 року Deutsche Umweltstiftung визнав цю книгу Книгою місяця на тему довкілля. А згодом ця книга набрала найбільше голосів у номінації Найкраща книга 2012 року на тему довкілля.
Рамшторф давав коментарі на радіо і телебаченні на тему зміни клімату і кліматичної політики. 2009 року газета Файненшл таймс внесла його до списку десяти найвпливовіших вчених-кліматологів світу.

## Праці
Згідно з дослідженнями Університету Фленсбурга, серед всіх німецьких кліматологів Рамшторф опублікував найбільшу кількість досліджень, які належать до найбільш цитованих наукових праць між 1994 і 2013 роками. Від 2004 до 2013 року входив до складу  Німецької консультативної ради з глобальних змін.

## Нагороди і почесті
- Fellow of the American Geophysical Union (2010)[21]
- Along with other authors of the IPCC AR4 report, he was honored by the award of the 2007 Nobel Peace Prize to the IPCC, shared with Al Gore.[22]
- Honorary Fellow of the University of Wales (2007)[23]
- German Environmental Media Award (Deutscher Umweltmedienpreis), for his work on scientific accurate reporting anthropogenic climate change and impacts (2007)[24]
- Centennial Fellowship Award from the James S. McDonnell Foundation, research grant of $1 million (1999)[25]

## Вибрані публікації
Загальний огляд публікацій Рамшторфа можна побачити в його профілі на сайті Google Scholar.
- Rahmstorf, S. та ін. (2015). Exceptional twentieth-century slowdown in Atlantic Ocean overturning circulation. Nature Climate Change. 5: 475—480. doi:10.1038/nclimate2554.
- Rahmstorf, S., Zickfeld, K. (2005). Thermohaline circulation changes: a question of risk assessment. Climatic Change. 68: 241—7. doi:10.1007/s10584-005-4038-0.
- Rahmstorf, S. та ін. (2004). Cosmic rays, carbon dioxide and climate. Eos. 85 (4): 38, 41. Bibcode:2004EOSTr..85...38R. doi:10.1029/2004EO040002.
- Zickfeld, K., Slawig, T., Rahmstorf, S. (2004). A low-order model for the response of the Atlantic thermohaline circulation to climate change. Ocean Dynamics. 54: 8—26. Bibcode:2004OcDyn..54....8Z. doi:10.1007/s10236-003-0054-7.
- Rahmstorf, S. (2003). Timing of abrupt climate change: a precise clock. Geophys. Res. Let. 30 (10): 1510. Bibcode:2003GeoRL..30j..17R. doi:10.1029/2003GL017115.
- Rahmstorf, S. (2003). Thermohaline circulation: The current climate. Nature. 421 (6924): 699. Bibcode:2003Natur.421..699R. doi:10.1038/421699a. PMID 12610602.
- Rahmstorf, S. (2002). Ocean circulation and climate during the past 120,000 years. Nature. 419 (6903): 207—214. Bibcode:2002Natur.419..207R. doi:10.1038/nature01090. PMID 12226675.
- Ganopolski, A., Rahmstorf, S. (2002). Abrupt glacial climate changes due to stochastic resonance. Phys. Rev. Lett. 88 (3): 038501. Bibcode:2002PhRvL..88c8501G. doi:10.1103/PhysRevLett.88.038501.
- Rahmstorf, S., Alley, R.B. (2002). Stochastic resonance in glacial climate. Eos. 83 (12): 129—135. Bibcode:2002EOSTr..83..129R. doi:10.1029/2002EO000078.
- Ganopolski, A., Rahmstorf, S. (2001). Simulation of rapid glacial climate changes in a coupled climate model. Nature. 409 (6817): 153—8. doi:10.1038/35051500. PMID 11196631.
- Rahmstorf, S. (1999). Shifting seas in the greenhouse?. Nature. 399 (6736): 523—4. Bibcode:1999Natur.399..523R. doi:10.1038/21066.
- Ganopolski, A., Rahmstorf, S., Petoukhov, V., Claussen, M. (1998). Simulation of modern and glacial climates with a coupled global climate model. Nature. 391 (6665): 351—6. Bibcode:1998Natur.391..351G. doi:10.1038/34839.
- Rahmstorf, S. (1997). Risk of sea-change in the Atlantic. Nature. 388 (6645): 825—6. doi:10.1038/42127.
- Rahmstorf, S. (1995). Bifurcations of the Atlantic thermohaline circulation in response to changes in the hydrological cycle. Nature. 378 (6553): 145—9. Bibcode:1995Natur.378..145R. doi:10.1038/378145a0.
- Rahmstorf, S. (1994). Rapid climate transitions in a coupled ocean-atmosphere model. Nature. 372 (6501): 82—5. Bibcode:1994Natur.372...82R. doi:10.1038/372082a0.